# Auto-Cycle Union
L'Auto-Cycle Union, abreujat ACU, és l'entitat rectora de l'esport del motociclisme al Regne Unit, incloses les Illes Anglonormandes i l'Illa de Man (tret d'Irlanda del Nord, que es regeix per la MCUI, entitat oficial a tota Irlanda). Els esports que dirigeix l'ACU són el motociclisme de velocitat, speedway, grasstrack, motocròs, trial i enduro.
L'ACU fou fundada el 1903, amb l'objectiu de desenvolupar l'esport del motor per mitjà dels clubs i facilitar equipaments turístics per als seus membres. El 1904 va ser membre fundador de la FIM (Fédération Internationale de Motocyclisme). L'any 1907 va adoptar el seu nom actual. El 1911 va organitzar la seva primera cursa "TT": El Tourist Trophy de l'Illa de Man.
L'ACU també dicta les normes de seguretat relatives als equipaments de protecció personal que es fan servir durant les curses motociclistes. Per exemple, només els cascs que compleixin les normes ACU (mostrant l'etiqueta que així ho certifica) poden ser utilitzats a les curses de velocitat. La majoria dels cascs de qualitat venuts al Regne Unit compten actualment amb un distintiu adhesiu anomenat ACU Gold i molts motociclistes els trien per al seu ús diari.